# Plik płaski
Plik płaski (ang. flat file) – sekwencyjny plik, w którym dane przechowywane są w sposób liniowy. Aby wyszukać w nim rekord należy przejrzeć plik od początku. Wykorzystywane w czasach, gdy nie było jeszcze komercyjnych systemów baz danych. 
Nazwa "płaski plik" wiąże się z tym, że dane te nie są ze sobą połączone, więc nie można utworzyć żadnej relacji między danymi.
Niegdyś do zapisu używano taśmy magnetycznej, która była dużo tańsza niż pamięci dyskowe, a dodatkowo posiadała podobną strukturę liniową jak płaski plik. W dzisiejszych czasach płaskie pliki mają znikome zastosowanie, aczkolwiek niektóre przedsiębiorstwa wykorzystują je do zapisu informacji, które są bardzo rzadko modyfikowane i odczytywane.